# Setosophroniella papuana
Setosophroniella papuana là một loài bọ cánh cứng trong họ Cerambycidae.